# Железничка станица Влашко поље
Железничка станица Влашко поље је једна од железничких станица на прузи Београд—Ниш. Налази се насељу Влашка у градској општини Младеновац у Београду. Пруга се наставља у једном смеру ка Младеновцу и у другом према према Сопоту Космајском. Железничка станица Влашко поље састоји се из 4 колосека.